# Shania Twain (álbum)
Shania Twain es el álbum debut homónimo de la cantante canadiense Shania Twain, publicado en 1993. Aunque el álbum no tuvo éxito cuando se publicó, sus posteriores éxitos generaron más interés en este debut, logrando certificarse de platino por vender más de dos millones de copias en todo el mundo. Ninguna canción de este disco apareció en el recopilatorio de 2004 Greatest Hits. Las canciones "There Goes the Neighborhood", "When He Leaves You" y "You Lay a Whole Lot of Love on Me" son versiones de otros artistas. Shania solo escribió una canción para este trabajo, "God Ain't Gonna Getcha for That".

## Lista de canciones
1. "What Made You Say That" (Tony Haselden, Steve Munsey Jr.) – 2:58
2. "You Lay a Whole Lot of Love on Me" (Hank Beach, Forest Borders II)– 2:48
3. "Dance with the One That Brought You" (Sam Hogin, Gretchen Peters) – 2:23
4. "Still Under the Weather" (Skip Ewing, L. E. White, Michael White) – 3:06
5. "God Ain't Gonna Getcha for That" (Kent Robbins, Shania Twain) – 2:44
6. "Got a Hold on Me" (Rachel Newman) – 2:14
7. "There Goes the Neighborhood" (Tommy Dodson, Bill C. Graham, Alan Laney) – 3:17
8. "Forget Me" (Stephony Smith) – 3:21
9. "When He Leaves You" (Mike Reid, Keny Robbins) – 4:21
10. "Crime of the Century" (Richard Fagan, Ralph Murthy) – 3:29

## Personal
- Voz solista: Shania Twain
- Batería: Paul Leim, Larrie Londin
- Percusión: Terry McMillan
- Bajo: Mike Brignardello, Glenn Worf
- Guitarra acústica: Mark Casstevens, Allen Frank Estes, Chris Leuzinger, Billy Joe Walker, Jr., John Willis
- Guitarra eléctrica: Steve Gibson, Billy Joe Walker Jr., Reggie Young
- Steel guitar: Sonny Garrish
- Sintetizador: Costo Davis
- Teclados: David Briggs, Costo Davis, Gary Prim
- Armónica: Terry McMillan, Kirk "Jelly Roll" Johnson
- Coros: Anthony Martin, John Wesley Ryles, Ronny Scaife, Shania Twain, Cindy Richardson Walker, Dennis Wilson, Curtis Young

## Listas
| Chart                                          | Posición |
| ---------------------------------------------- | -------- |
| EE. UU Billboard Top Country Albums            | 67       |
| EE. UU Billboard Heatseekers                   | 31       |
| EE. UU Billboard New Artists Albums (Mountain) | 9        |